# Seabourn Venture
El Seabourn Venture es un crucero de expedición de ultra lujo operado por Seabourn Cruise Line. El casco del barco fue construido por el Astillero CIMAR en San Giorgio di Nogaro y equipado en T. Mariotti en Génova, Italia. Su quilla se colocó en diciembre de 2019 y en marzo de 2021 se remolcó el casco a Génova para completarlo.  Las pruebas en el mar comenzaron en abril de 2022 y el barco se entregó a Seabourn Cruise Line en junio de 2022. Es el primer crucero de expedición de Carnival Corporation.

## Historial operativo

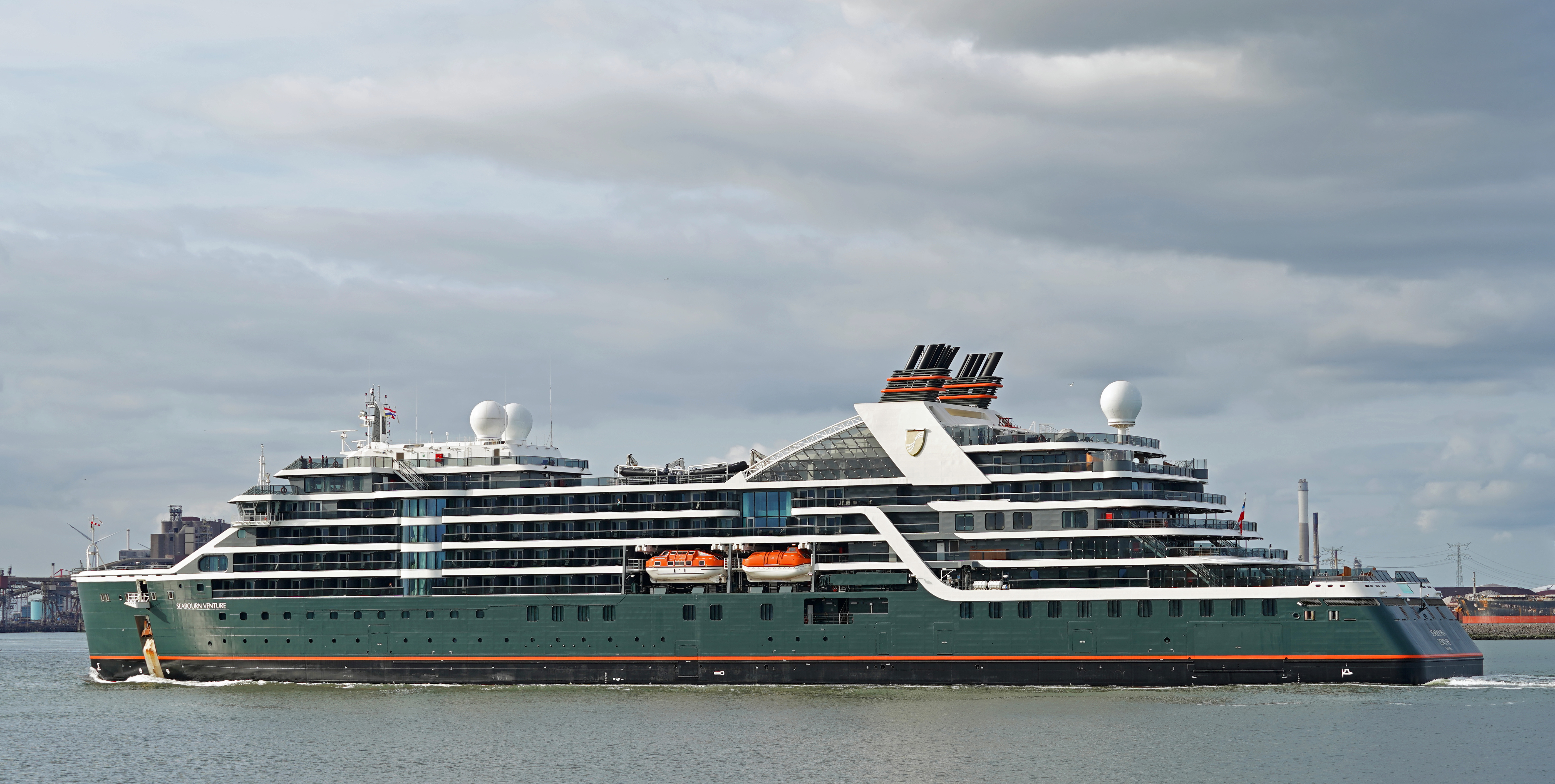
Seabourne Venture en Hoek van Holland, año 2022.

El viaje inaugural del barco comenzó el 27 de julio de 2022 en Tromsø, Noruega, y se dirigió al mar Ártico y al archipiélago Svalbard. El puerto base del barco es Ushuaia, Argentina, desde donde realiza expediciones de cruceros de diversa duración a la Antártida, las Islas Malvinas y Georgia del Sur. En marzo y abril de 2023, Seabourn Cruises planea utilizar el barco para expediciones al río Amazonas en Brasil.